# Уч-Кабарлар
Уч-Кабарлар (перс. اوچ‌قبرلر) — село в Ірані, входить до складу дехестану Бакешлучай у Центральному бахші шахрестану Урмія провінції Західний Азербайджан.
Згідно з переписом населення 2006 року, наявність села зафіксовано, проте кількість населення не вказана. 